# کودن
کودن (به آلمانی: Kuden) یک شهر در آلمان است که در دیمارشن واقع شده‌است. کودن ۶۵۸ نفر جمعیت دارد.